# Kniażyky (obwód czerkaski)
Kniażyky (ukr. Княжики) – wieś na Ukrainie, w obwodzie czerkaskim, w rejonie humańskim. W 2001 liczyła 660 mieszkańców, wśród których 655 jako ojczysty język wskazało ukraiński, 4 rosyjski, a 1 białoruski.